# Historia de los animales

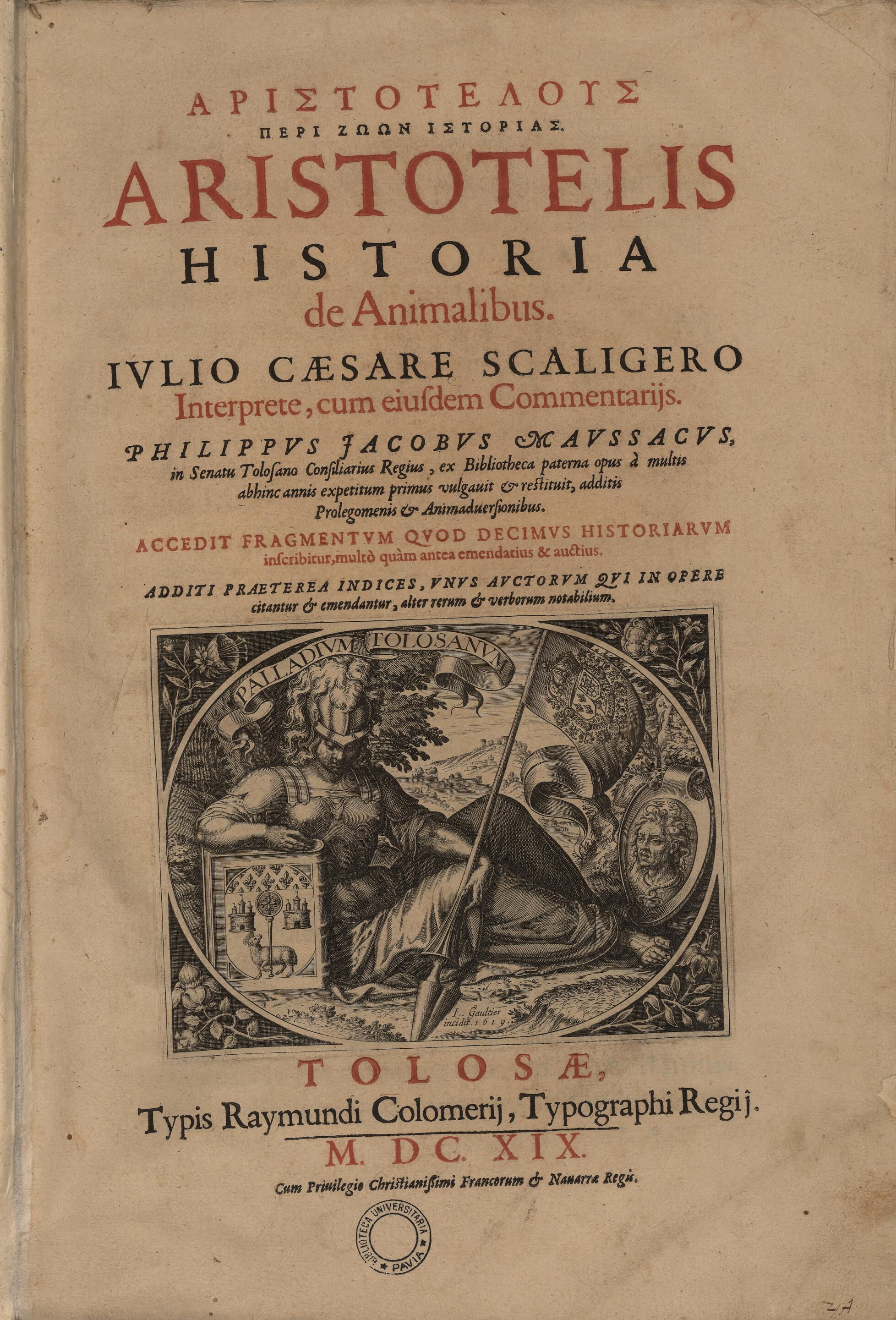
Historia animalium, 1619

Historia de los animales o Investigaciones sobre los animales (en griego antiguo: 'Περὶ Τὰ Ζῷα Ἱστορίαι', en latín: Historia animalium, abr.: HA) es un texto de zoología escrito en griego alrededor de 343 a. C. por Aristóteles. Este tratado sobre la historia natural de los animales comprende nueve libros. El décimo libro se considera apócrifo. El texto se conoció en Occidente a través de la adaptación árabe del libro llamado Kitāb al-hayawān, que también contenía las otras obras de zoología de Aristóteles: Partibus animalium y Generatione animalium.
Aristóteles estudió con cierta precisión y método científico las características biológicas de los tiburones hacia el año 330 a. C.